# Velika Vrbnica
Velika Vrbnica (en serbe cyrillique : Велика Врбница) est un village de Serbie situé dans la municipalité d'Aleksandrovac, district de Rasina. Au recensement de 2011, il comptait 441 habitants.

## Démographie
| 1948 | 1953 | 1961 | 1971 | 1981 | 1991 | 2002 | 2011 |
| ---- | ---- | ---- | ---- | ---- | ---- | ---- | ---- |
| 754  | 794  | 774  | 705  | 619  | 484  | 470  | 441  |

|  |